# Хасікамі

40°27′9″ пн. ш. 141°37′16″ сх. д. / 40.45250° пн. ш. 141.62111° сх. д.
Хасіка́мі (яп. 階上町, はしかみちょう, МФА: [haɕi̥kamʲi mat͡ɕi̥]) — містечко в Японії, в повіті Саннохе префектури Аоморі. Станом на 1 жовтня 2007 площа містечка становила 93,87 км². Станом на 1 липня 2008 населення містечка становило 15 052 осіб.